# Gamasellus grishinae
Gamasellus grishinae är en spindeldjursart som beskrevs av Davydova 1982. Gamasellus grishinae ingår i släktet Gamasellus och familjen Ologamasidae. Inga underarter finns listade i Catalogue of Life.